# Cratere Vaughan
Vaughan è un cratere lunare di 3 km situato nella parte sud-orientale della faccia nascosta della Luna.